# راسلمينيا 6
راسلمينيا 6 هو المهرجان السادس من سلسلة مهرجات راسلمينيا التي يقدمها اتحاد الدبليو دبليو اف/الدبليو دبليو أي عرض في 1 أبريل 1990 في ساحة سكاي دوم في مدينة تورونتو، أونتاريو، كندا.

## روابط خارجية
- راسلمينيا 6 على موقع IMDb (الإنجليزية)
- راسلمينيا 6 على موقع قاعدة بيانات الفيلم (الإنجليزية)
- راسلمينيا 6 على موقع كينوبويسك (الروسية)

- The Official Website of WrestleMania VI
- WrestleMania VI Facts/Stats